# حزب سوسیالیست (ایران)
حزب سوسیالیست یک حزب سیاسی در دوره پهلوی به رهبری محمدعلی خنجی و مسعود حجازی بود که بعد از کودتای ۲۸ مرداد ۱۳۳۲ با انشعاب از حزب نیروی سوم تشکیل شد و سپس در زیر مجموعهٔ نهضت مقاومت ملی فعالیت می‌کرد. این حزب از اعضای تشکیل دهنده جبهه ملی ایران (دوم) بود؛ ولی پس از تصمیم رهبری جبههٔ ملی دوم برای فعالیت به عنوان یک حزب و نه جبهه، این حزب نخستین سازمان سیاسی بود که خود را در جبهه ملی منحل کرد.

## حوادث دوران دولت ملی

### تغییر موضع تدریجی خلیل ملکی بر علیه مصدق
شاه در نبرد قدرتی که با مصدق داشت، از هر روشی برای شکستن صفوف متحدین مصدق یا به تعبیر دیگر مخالفین خود بهره می‌جست. یکی از این روشها، برقراری ارتباط و نیز پرداخت مبالغ هنگفت پول به صورت پنهان و به اصطلاح نمک گیر کردن این قبیل اشخاص بود.
پیش از انشعاب مهم اعضای اصلی حزب زحمتکشان ملت ایران یعنی خلیل ملکی، محمدعلی خنجی، جلال آل احمد و غیره و تشکیل حزب نیروی سوم، دربار و شخص شاه تلاش کردند تا به خلیل ملکی نزدیک شوند و شدند. به نوشتهٔ دکتر مسعود حجازی، علی جلالی، سرپرست مجلهٔ اطلاعات هفتگی به ملکی مراجعه می‌کند و اظهار می‌دارد که عده ای از بازرگانان که علاقمند به نحوهٔ مبارزات ما با حزب توده هستند، پیشنهاد کمک مالی برای نشریات ما کرده‌اند و هیچ گونه شرط یا درخواستی در برابر این کمک مطرح نمی‌کنند. چندین ماه بعد یک بار خلیل ملکی گفت آنها (علی جلالی و دوستانش) چند بار مراجعه کرده و هر بار دو یا سه هزار تومان کمک کرده‌اند که تمامی آنها را در نشریات مصرف کرده‌ایم. ضمناً ارتباط مستقیم شاه با ملکی نیز از طریق جواد گنجه ای نمایندهٔ تبریز در مجلس شورای ملی انجام گرفت. گنجه ای به ملکی توصیه کرد که از شاه تقاضای ملاقات نماید.
روابط پنهان ملکی با دربار، به تدریج باعث تغییر مواضعش نسبت به حوادث روز شد. مدت کوتاهی پس از تشکیل حزب نیروی سوم، یعنی از مهر ماه و آبان ماه سال ۱۳۳۱، خلیل ملکی به تدریج موضع خود را در قبال حمایت از دولت مصدق تغییر داد.
لازم است ذکر شود که به اذعان مسعود حجازی، دکتر خنجی تا حدود یک سال بعد یعنی بعد از کودتا هم از ماجرای پول گرفتن خلیل ملکی خبر نداشت و این اتهام که او از پیش از کودتا به ملکی بابت این موضوع انتقاد می‌کرد، صحیح نیست.

### مخالفت ملکی با پیش‌بینی احتمال وقوع کودتا توسط دکتر خنجی
در اوایل تیر ماه سال ۱۳۳۲، در یکی از جلسات هیئت اجرائیه، دکتر خنجی به طرح یک سلسله مسائل سیاسی پرداخت. او اظهار داشت: «چنان‌که قبلها صحبت کرده‌ایم و همه از چگونگی آن مطلع هستیم، پیروزی‌های نهضت ملی ایران به رهبری مصدق، معلول دو عامل مهم بوده‌است. یکی حمایت و پشتیبانی اکثریت مردم آگاه جامعه از شخص مصدق و هدفهای نهضت ملی و دیگری، بهره‌برداری به موقع و صحیح مصدق از سیاست حاکم بر محیط بین‌المللی و جو سیاست خارجی. ما از چگونگی حمایت مردم از رهبری نهضت ملی و سابقهٔ طولانی آن به‌طور کامل اطلاع داریم و خود در جریان آن هستیم و برای تجهیز و آماده‌سازی توده‌های مردم، کم و بیش مشارکت داشته‌ایم؛ ولی در مورد سیاست خارجی، نظر ما همیشه این بوده‌است که به علت دو نوع تضاد در تقسیم بندیهای جهانی موقعیت مناسبی برای پیشرفت نهضت ملی ایران فراهم آمده‌است. تضاد اول و بسیار مهم، تضاد بین دو بلوک شرق و غرب است که پس از جنگ دوم جهانی و به صورت جنگ سرد بین بلوک شرق از یک طرف و بلوک غرب از طرف دیگر نمایان شده‌است.» خنجی در مورد تضاد دوم موجود در محیط بین‌المللی به توضیح تضاد بین آمریکا و انگلیس یعنی تضاد در داخل بلوک غرب پرداخت. «پیروزی متفقین در جنگ بین‌المللی دوم بیش از هر چیز مرهون دخالت و کمک‌های همه جانبهٔ آمریکا به خصوص کمک‌های تسلیحاتی آن کشور بود. بعد از پیروزی متفقین، دولت شوروی کشورهای متعددی را زیر سیطرهٔ خود گرفت و کشورهای استعماری غرب نیز کلیهٔ مستعمرات خود را - که غالب نقاط جهان را در بر می‌گرفت- مجدداً به دست آوردند. دولت آمریکا -که خود را فاتح اصلی جنگ تلقی می‌کرد- حاضر نبود ساکت بنشیند و از نتایج پیروزی نصیبی نبَرَد. به همین جهت، در مقام معارضه با متفقین خود برآمد و کوشش کرد تا هر جا ممکن باشد مستعمرات و منافع منطقه ای آنان را به خود اختصاص دهد و به جای آنان بنشیند یا لااقل در غارت کشورهای عقب افتاده با سایر کشورهای استعماری مشارکت نماید.
بنا بر این جهات، هنگام شروع و اوج‌گیری مبارزات ملت ایران برای استیفای حقوق خود از نفت جنوب و مبارزه با استعمار انگلستان، دولت انگلیس از حمایت همهٔ متفقین خود، به خصوص آمریکا به‌طور کامل بهره‌مند نبود و چه بسا در مواردی که می‌خواست به شدت عمل متوسل شود با مخالفت آنان نیز روبرو می‌شد.
هنگام خلع ید از شرکت نفت انگلیس و ایران در خرداد ۱۳۳۰ و تهدید دولت انگلیس به اقدام نظامی علیه ایران و اعزام ناو جنگی به آبادان می‌توان نتیجه گرفت که خودداری دولت انگلیس از اعمال تهدید خود بی شک ناشی از چنین جوی در محیط بین‌المللی بود. اگر دولت انگلیس از حمایت آمریکا مطمئن بود و از دخالت شوروی نیز واهمه ای نداشت، قطعاً از اشغال خاک ایران و تأسیسات صنعت نفت جنوب خودداری نمی‌کرد.» خنجی در همان جلسه، پس از بیان مطالب فوق به طرح مسألهٔ اصلی پرداخت و اظهار داشت: متأسفانه در شرایط فعلی بر اثر تغییرات و تحولاتی که در صحنهٔ بین‌المللی روی داده‌است، این تضادها از میان رفته یا به صورتی درآمده که دیگر قابل استفاده برای این مرحله از مبارزات ملت ایران نمی‌باشد. تضاد بین دو کشور بزرگ استعماری آمریکا و انگلستان در برابر نهضت ملی ایران در همان نیمهٔ اول سال ۱۳۳۰ و در فاصلهٔ کوتاهی پس از ملی شدن صنعت نفت از میان رفت. این تضاد تا موقعی وجود داشت که دولت انگلستان برای حفظ وضع موجود و ادامهٔ امتیازنامهٔ ۱۹۳۳ و تسلط بر تمامی منابع نفت ایران اصرار و مقاومت می‌کرد؛ ولی پس از اعزام هیئت نمایندگی انگلیس به ایران به ریاست استوکس مُهردار سلطنتی انگلستان و آمدن آورل هریمن معاون رئیس جمهور آمریکا و مذاکره با دولت ایران بالاخره دولت انگلستان اصل ملی شدن صنعت نفت [ایران] را به رسمیت شناخت و بدین ترتیب از ادامهٔ قرارداد استعماری ۱۹۳۳ انصراف حاصل کرد. خنجی اضافه کرد: «برطبق اطلاعاتی که ما از طریق مهندس حسیبی به دست آورده‌ایم، هریمن (معاون رئیس جمهور آمریکا) هنگام اقامت در ایران که بیش از چهل روز به طول انجامید؛ دو نقش کاملاً متفاوت در برابر دولت ایران به عهده گرفت. قبل از قبول ملی شدن صنعت نفت توسط دولت انگلیس و انصراف آن دولت از قرارداد ۱۹۳۳، هریمن از هیئت نمایندگی انگلیس حمایت نمی‌کرد و جنبهٔ میانجی داشت؛ ولی بعد از آن و موقعی که می‌بایست ترتیبات جانشینی ادارهٔ صنعت نفت معیّن و روابط بعدی دولت ایران و دولت انگلیس دربارهٔ مدیریت صنعت نفت و چگونگی استخراج و صادرات آن تنظیم شود، هریمن در کنار استوکس قرار گرفت و دولت ایران اغلب با پیشنهادهای مشترک انگلستان و آمریکا مواجه بود. این امر به خوبی چگونگی وضع جدید را نشان می‌داد. معلوم بود که دولت انگلیس در برابر آمریکا عقب‌نشینی کرده و حاضر به دادن امتیازاتی به دولت آمریکا شده‌است.»
خنجی نتیجه‌گیری کرد که از آن تاریخ به بعد تضاد دول استعماری آمریکا و انگلستان در برابر نهضت ملی ایران از میان رفته یا به نحوی نبوده‌است که ما بتوانیم برای حل مسألهٔ نفت و اعمال حاکمیت دولت ایران و پیروزی نهضت ملی در هدفهای خود بر روی این تضاد حساب کنیم؛ ولی تضاد و برخورد بین دو بلوک شرق و غرب(تضاد اول) همچنان وجود داشت و روز به روز دامنهٔ آن وسیعتر می‌شد. همین امر، موقعیت مصدق را در برخورد با سیاستهای خارجی به وضع مناسبی حفظ می‌کرد. اما در چند ماه قبل، حادثهٔ مهمی رخ داد که روابط بین‌المللی را در سطح مناسبات دو بلوک شرق غرب نیز کاملاً دگرگون ساخته‌است. این حادثهٔ مهم، مرگ استالین پیشوای مقتدر و رهبر بلا منازع اتحاد جماهیر شوروی می‌باشد. پس از مرگ استالین و بعد از مدت کوتاهی، به علت برخوردهای داخلی در اتحاد شوروی و هم چنین طرز تفکر جدید جانشینان استالین، خط مشی سیاسی دولت شوروی تغییر عمده پیدا کرده‌است. بر اثر این تغییر، سیاست شوروی از جنبهٔ تهاجمی خارج و جنبهٔ تدافعی به خود گرفته‌است. خنجی به دو نقطهٔ بحرانی جهان در آن زمان اشاره کرد. یکی محاصرهٔ برلین توسط نیروهای دولت شوروی و دیگری مقابلهٔ نیروی نظامی آمریکا با نیروهای کره ی شمالی و چین در شبه جزیرهٔ کره.
در هر دو حادثهٔ فوق، دولت شوروی به رهبری استالین تمام قد در مقابل قدرتهای غربی ایستاد.
سپس خنجی چنین ادامه داد: «پس از فوت استالین و زمامداری مالنکوف به جای او، اوضاع ناگهان تغییر کرد. مدت کوتاهی نگذشت که دولت شوروی به محاصرهٔ برلین پایان داد و با رفت و آمد متفقین در خاک آلمان شرقی و برقراری ارتباط زمینی با شهر برلین موافقت کرد و در مورد شبه جزیرهٔ کره نیز دولت چین اعلام کرد که اقدام به عقب‌نشینی از خط فاصل دو کشور خواهد کرد»
خنجی از این بحث طولانی نتیجه گرفت که اگر حوادثی در کشور ایران رخ دهد، دولت شوروی در موقعیتی نیست که اقدام به بهره‌برداری سیاسی یا نظامی بنماید و مانند آنچه در زمان حکومت استالین انتظار می‌رفت به عکس العمل شدید و تند در برابر آن بپردازد. از این رو به نظر می‌رسد که کشورهای غربی آزادی عمل بیشتری برای دخالت در امور داخلی ایران احساس کنند و بیم آن می‌رود که به اقدامات تندتر و شدیدتری و خیلی بیشتر از آنچه در گذشته ممکن بود در برابر نهضت ملی ایران و برای سقوط دولت مصدق دست زنند؛ در نتیجه مصدق باید از تمام ظرفیت نیروهای داخلی جهت افزایش توان دولت خود استفاده نماید؛ اما پس از این تحلیل خنجی و پیش‌بینی وقوع کودتا در یک ماه بعد، خلیل ملکی او را دچار مالیخولیا دانست و هیچ‌یک از راهکارهای وی و مسعود حجازی را جهت تقویت حمایت از نهضت ملی را نپذیرفت.

### اختلاف در رهبری نیروی سوم بر سر موضوع رفراندم
در جلسهٔ بعدی هیئت اجرائیه حزب نیروی سوم در نیمهٔ دوم تیرماه ۱۳۳۲، ملکی اظهار داشت که اطلاع یافته‌است مصدق در صدد است مجلس دورهٔ هفدهم را از طریق رفراندم منحل کند. ملکی اضافه کرد که او به همراه نمایندگان احزاب ملی دیگر یعنی کریم سنجابی و داریوش فروهر نزد مصدق رفته‌اند و سعی کردند او را منصرف کنند که البته مصدق نپذیرفت. اظهارات ملکی با سکوت و تعجب حاضران مواجه گردید؛ زیرا ملکی بدون مشورت یا حتی بدون اطلاع مقامات حزب نیروی سوم اقدام که به کاری کرده بود که علاوه بر اهمیت فوق‌العاده آن، معلوم نبود مورد تأیید اکثریت اعضای هیئت اجراییه قرار گیرد. در این موقع خنجی اجازهٔ صحبت خواست و اظهار داشت حوادثی که در کشور و به خصوص مجلس شورای ملی می‌گذرد باید بیشتر مورد بررسی قرار گیرد. انتخابات هیئت رئیسه مجلس که حدود ده روز قبل انجام گرفت، ظاهراً به نفع مصدق بوده‌است؛ ولی به نظر می‌رسد که این موفقیت نتیجهٔ یک ظاهرسازی مخالفان است؛ زیرا دو انتخاب نامناسب مشت مخالفین را باز می‌کند. یکی انتخاب حسین مکی به عنوان نمایندهٔ مجلس در هیئت اندوختهٔ اسکناس و دیگری انتخاب کمیسیون دادگستری مجلس. ضمن آن که اکثریت مطلق مجلس (حدود چهل نفر) را نمایندگانی که به وکلای درباری مشهورند تشکیل می‌دهند. در نتیجه، استدلال مصدق صحیح است و خطر بزرگی از سوی مجلس هفدهم، دولت ملی را تهدید می‌کند؛ اما باز هم خلیل ملکی با این سخنان مخالفت نمود.

## حوادث حین و پس از کودتا

### سازمان دهی جدید در حزب و اعلامیه دربارهٔ ۲۸ امرداد
کودتاهای ۲۵ و ۲۸ امرداد و مجموع حوادثی که در آن روزها رخ می‌داد، ثابت کرد که تجزیه و تحلیل دکتر محمدعلی خنجی دربارهٔ موقعیت سیاسی کشور و هشدارهای او دربارهٔ خطراتی که دولت ملی را تهدید می‌کند و توطئه‌هایی که ممکن است در جریان باشد، صحیح بوده‌است.
چند روز پس از کودتا، مهندس قندهاریان با خنجی تماس گرفت و اظهار داشت که با توجه به حوادث و شرایط جدید، سازماندهی نوینی در حزب انجام گرفته‌است و بالنتیجه رهبری سیاسی از رهبری تشکیلاتی تفکیک شده و یک هیئت سیاسی مرکب از ابوالقاسم قندهاریان، محمدعلی خنجی و مسعود حجازی امور سیاسی حزب را رهبری خواهند کرد.
به نظر ما (محمدعلی خنجی و مسعود حجازی) تشکیل هیئت رهبری سیاسی جدید پس از کودتای ۲۸ امرداد و ترکیب آن که بدون دخالت دکتر خنجی و من (مسعود حجازی) و بدون شک از طرف خلیل ملکی و سایر اعضای هیئت اجرائیه انجام گرفته بود نشان می‌داد که آقایان متوجه اشتباهات خود شده‌اند و با درک موقعیت جدید در صدد جبران آن برآمده اند.
با چنین تلقی از اوضاع، ما برای تشکیل جلسهٔ هیئت سیاسی حزب به منزل قندهاریان رفتیم. پس از صحبتهای مقدماتی اظهار داشتم: ما هر چه زودتر باید اعلامیه ای دربارهٔ کودتای ۲۸ امرداد منتشر کنیم و موضع قاطع خود را علیه آن اعلام داریم و پیشنهاد کردم اعلامیه را تنظیم و برای انتشار آماده سازیم. قندهاریان ضمن تأیید این مطلب اظهار داشت این کار انجام شده و اعلامیه ای تهیه شده که جهت بررسی و تصویب برای هیئت سیاسی ارسال شده‌است.
قندهاریان چند برگ کاغذ کوچک از جیب بیرون آورد و شروع به قرائت آنها کرد و گفت این اعلامیه را خلیل ملکی نوشته‌است. ما چون خط ملکی را می‌شناختیم، قبلاً متوجه این امر شده بودیم. مفاد اعلامیه بر خلاف انتظار، موجب حیرت و ناراحتی ما شد. در متن اعلامیه یک حمایت خیلی کلی از مصدق و نهضت ملی به عمل آمده بود؛ ولی چند بار به سقوط دکتر مصدق از مقام نخست‌وزیری تأکید شده و توضیح داده شده بود که یک حزب سوسیالیست نمی‌تواند حتی دنباله روی ملی‌ترین دولتها باشد و بعد اعلام گردیده بود که در شرایط حاضر می‌توانیم هدفهای انقلابی نهضت ملی و حتی اصلاحات داخلی را در چهارچوب قانون اساسی و حکومت مشروطه با وسایل سیاسی و اجتماعی مسالمت جویانه در عین حال جدی و قاطع و مبارزه جویانه به دست آوریم. تقریباً تمام اعلامیه تحت تأثیر خطرات حزب توده و حمله به این حزب قرار گرفته و تصریح شده بود که مبارزه با حزب توده مشکلتر از مبارزه با هیئت حاکمهٔ پوسیده‌است و به‌طور تفصیل برنامه و نحوهٔ مبارزه با حزب توده تنظیم شده بود؛ بدون آن که راجع به توطئهٔ کودتا و برنامهٔ مبارزه علیه آن مطلبی ذکر شود؛ ولی آنچه نفسهای ما را در سینه حبس کرد، قسمت سوم اعلامیه بود:
«مبارزه با هیئت حاکمه و حزب توده وسیله و مقدمه برای نتیجه ای است که عبارت از بهبود بخشیدن به وضع طبقهٔ سوم است. نباید تصور کرد که در این دورهٔ ارتجاع نمی‌توان به نتایج ممکن رسید. برعکس شاید با کم شدن تناقض دولتها در ایران با سیاست خارجی امکان توجه بیشتری به اصلاحات پیش آید و در صورتی که طبقات مردم به منافع طبقاتی خود پی ببرند و متشکل گردند و از آلت دست شدن آنها و منفی بافی حزب توده جلوگیری شود ممکن است وضع اقتصادی بهتر از گذشته گردد و در این مورد فعالیت حزبی بالعکس حزب توده که فعالیت خرابکارانه دارد فعالیت ساختمانی (سازنده) باشد.»
در این اعلامیه حتی یک بار عبارت «کودتای ۲۸ امرداد» آورده نشده بود؛ بلکه فقط در اول اعلامیه عبارت «۲۸ امرداد» بدون آن که به کلمهٔ کودتا اشاره شود آمده بود. از توطئهٔ شاه، دربار و سیاستهای خارجی علیه رهبر نهضت ملی هیچ سخنی به میان نیامده بود.
ما (محمدعلی خنجی و مسعود حجازی) با تعجب و حیرت به قندهاریان گفتیم چگونه ملکی حاضر به نوشتن چنین اعلامیه ای شده‌است؟ چه پیش آمده که ما باید به این سرعت و با این وضع تغییر جهت دهیم و همهٔ گذشتهٔ خود را فراموش کنیم؟ انتشار این اعلامیه نه فقط همهٔ هدفهای ما را نفی خواهد کرد؛ بلکه ما را از نظر سیاسی و اجتماعی نابود خواهد ساخت. مهندس قندهاریان مانند سایر جلسات آرام بود و سخنی نمی‌گفت. در پایان جلسه تصویب شد که رد این اعلامیه از جانب هیئت سیاسی قطعی باشد و راجع به تنظیم متن جدید اعلامیه طبق نظر قندهاریان اقدام شود.

### نخستین مقاومت در داخل حزب
صبح روز بعد به منزل دکتر خنجی رفتم و راجع به آنچه در جلسهٔ هیئت سیاسی گذشته بود صحبت کردیم؛ اما نتوانستیم دربارهٔ موقعیت خلیل ملکی و نظریات او دربارهٔ وضع سیاسی کشور به نتیجهٔ مشخصی برسیم. اگرچه متن اعلامیهٔ فوق‌الذکر با روش دو ماه اخیر او انطباق داشت؛ ولی نمی‌توانستیم به این پرسش پاسخ دهیم که چرا ما دو نفر را به اتفاق مهندس قندهاریان به عنوان هیئت سیاسی حزب انتخاب کرده‌است و با اکثریت مطلق که در هیئت سیاسی داشتیم، آن هم در برابر شخصی مانند قندهاریان که هیچگاه روش قاطعی نداشته و قدرت مقاومت در برابر نظریات ما را نمی‌داشت به چه دلیل خلیل ملکی رهبری سیاسی حزب را به ما دست ما سپرده‌است؟
حوادث چند روز بعد پاسخ این سؤال را روشن کرد.
بعد از چند روز خبر رسید که بهمن محصص نقاش و هنرمند حزب در حال پرخاش و اعتراض به رهبری حزب است. معلوم شد او در خیابان مقصود بیک شمیران سکونت دارد و حزب بعد از کودتا یک دستگاه پلی کپی در اختیار او قرار داده که اعلامیه‌های حزب را تکثیر نماید. اولین اعلامیه ای را که برای تکثیر به او داده‌اند، اعلامیهٔ حزب دربارهٔ ۲۸ امرداد بوده‌است. او در هنگام کار به قرائت اعلامیه هم مشغول می‌شود. با خواندن متن اعلامیه شروع به اعتراض و داد و فریاد می‌کند و از تکثیر اعلامیه خودداری می‌ورزد و اعلام می‌کند که این اعلامیه خیانت به حزب، نهضت ملی و مصدق است. افرادی که این خبر را آوردند، اصرار داشتند بهمن محصص را نزد ما بیاورند. ما با شدت از قبول ملاقات با بهمن محصص خودداری کردیم؛ چون آنها ما را بدون هیچ تردید جزو تصمیم گیرندگان و مسئولین اصلی تنظیم چنین اعلامیه ای می‌پنداشتند. در بررسی ای که ما (محمدعلی خنجی و مسعود حجازی) راجع به انتشار اعلامیه (که می‌خواستند از طریق بهمن محصص انجام دهند) به عمل آوردیم، به این نتیجه رسیدیم که تشکیل هیئت سیاسی با این ترکیب در واقع برای سرگرمی ما و قطع ارتباط ما با مجموعهٔ سازمان حزب بوده و قندهاریان که شخص آرام و متحملی است برای انجام این کار مأمور شده‌است. قسمت عمدهٔ نقشه که قطع ارتباط سازمانی ما با مجموعهٔ تشکیلات و افراد سازمانی حزب بود به‌طور کامل اجرا شده بود و اگر محل استقرار پلی کپی تصادفاً در چند صد متری محل سکونت ما قرار نداشت، ما از این امر مطلع نمی‌شدیم و اگر بهمن محصص متوجه مفاد اعلامیه نشده و به تکثیر و تحویل آن اقدام کرده بود بی شک اعلامیه انتشار پیدا می‌کرد. این نخستین مقاومت واقعی در داخل سازمان حزب بود.

### دستیابی به متن اعلامیهٔ حزب دربارهٔ ۲۸ امرداد به خط خلیل ملکی
ما (محمدعلی خنجی و مسعود حجازی) برای تشکیل جلسه دوم هیئت سیاسی همانند جلسه اول در موعد مقرر به منزل قندهاریان رفتیم. در شروع جلسه به سختی نسبت به اقدامی که برای انتشار اعلامیه صورت گرفته بود اعتراض کردیم. قندهاریان به‌طور کامل اظهار بی اطلاعی کرد و اصولاً منکر تصمیم حزب دربارهٔ انتشار آن اعلامیه بود و اظهار داشت اعلامیه را برای تجدید نظر فرستاده و هنوز برنگشته است. ادامه بحث در این باره با قندهاریان بی‌نتیجه بود. پیشنهاد کردم تا تکلیف اعلامیه اصلی روشن شود اعلامیه کوتاهی حاوی محکومیت کودتای ۲۸ امرداد تهیه و منتشر کنیم. خنجی برای نوشتن اعلامیه کاغذ خواست و قندهاریان به اطراف نگاه کرد و یک دسته کاغذ که روی طاقچه قرار داشت به دکتر خنجی داد و برای آوردن چای از اتاق خارج شد. خنجی مشغول خواندن پشت اوراق سفید شد. بعد خنده ای کرد و با اشاره به من فهماند که موضوع نوشتن اعلامیه را دنبال نکنم. سپس به قندهاریان پیشنهاد کرد که اعلامیه را در فرصت مناسب تهیه کند و بعداً همراه بیاورد. قندهاریان از این پیشنهاد استقبال کرد. بلافاصله دکتر خنجی از جای برخاست و کاغذها را در جیب گذاشت و خداحافظی کرد و با هم از منزل بیرون رفتیم. سپس کاغذها را به من داد. این اوراق همان اعلامیه حزب دربارهٔ ۲۸ امرداد بود که به خط و قلم خلیل ملکی نوشته شده و در جلسه قبل از طرف قندهاریان قرائت و رد شده بود و به ما (محمدعلی خنجی و مسعود حجازی) اظهار داشته بود که برای تجدید نظر پس خواهد فرستاد. قندهاریان این اوراق را در همان جلسه روی طاقچه گذاشته و معلوم بود که اقدامی دربارهٔ آن صورت نداده‌است و آن روز به علت فرموشی و بی‌توجهی آن را به دست دکتر خنجی داد. خنجی گفت این امر نشان می‌دهد همان موقع که یک نسخه از اعلامیه را ظاهراً برای تصویب توسط قندهاریان به هیئت سیاسی داده‌اند، نسخهٔ دیگر را برای تکثیر نزد بهمن محصص ارسال داشته‌اند و این امر ثابت می‌کند که تشکیل هیئت سیاسی با عضویت ما (محمدعلی خنجی و مسعود حجازی) تصنعی بوده و برای سرگرمی و دوری ما از تشکیلات انجام گرفته‌است.

### خلیل ملکی خود را به فرمانداری نظامی معرفی می‌کند
دو روز بعد از کودتای ۲۸ امرداد، فرماندار نظامی تهران سرلشکر دادستان با انتشار اعلامیه ای به عده ای از سران و رهبران نهضت ملی اخطار کرد که سریعاً خود را به فرمانداری نظامی معرفی کنند. نام خلیل ملکی نیز در این اعلامیه ذکر شده و جزو احضارشدگان بود.
در جلسهٔ سوم هیئت سیاسی که چند روز بعد از جلسهٔ دوم به همان ترتیب در منزل مهندس قندهاریان تشکیل شد، در شروع جلسه، قندهاریان اظهار داشت که خلیل ملکی تصمیم گرفته‌است خود را به فرماندار نظامی معرفی نماید و خواسته‌است هیئت سیاسی حزب این تصمیم را مورد تأیید قرار دهد. ما (محمدعلی خنجی و مسعود حجازی) با شدت با این نظر مخالفت کردیم و اظهار داشتیم هیچ دلیل و موجبی برای چنین اقدامی وجود ندارد؛ بنابراین هیئت سیاسی به اتفاق آراء تصویب کرد که خلیل ملکی از معرفی خود به فرمانداری نظامی خودداری نماید.
اما علیرغم مصوبهٔ فوق، خلیل ملکی در شهریور ۱۳۳۲ خود را به فرمانداری نظامی معرفی و در خرم‌آباد زندانی شد.

### دومین مقاومت در داخل حزب
چند روز بعد دکتر خنجی از من (مسعود حجازی) پرسید موضوع پول گرفتن ملکی از دربار چیست؟ به او گفتم از چنین امری اطلاع ندارم. بعد ایشان توضیح داد که افراد نزدیک به خلیل ملکی در داخل صفوف حزب شایع کرده‌اند که پس از معرفی خلیل ملکی به فرمانداری نظامی، شما دو اتهام به خلیل ملکی وارد ساخته‌اید: یکی آن که او با شاه ملاقات کرده و دیگر آن که خلیل ملکی از دربار کمک مالی دریافت می‌کرده‌است. به خنجی گفتم ملاقات با شاه اتهام نیست؛ بلکه واقعیتی است که چندین ماه قبل و در زمان حکومت دکتر مصدق و با اطلاع هیئت اجرائیه صورت گرفته‌است و من شرح آن را قبلاً برای شما اظهار داشته‌ام و در جریان آن هستید؛ ولی جز به شما این موضوع را به کس دیگر اظهار نکرده‌ام. دربارهٔ کمک مالی به حزب من فقط در جریان کمک مالی گروهی از بازرگانان هستم که از حدود یکسال قبل کمکهایی برای نشریات به حزب می‌کردند. گرچه اسامی آنان را نمی‌دانم؛ ولی تلقی من هیچ وقت این نبوده که این کمکها از طرف دربار یا مراکز دیگری از این قبیل بوده‌است. از این جریان علاوه بر من و خلیل ملکی، عده ای دیگر از افراد حزبی: ابوالقاسم قندهاریان، مهندس صادق وفایی و امیرقلی با اطلاع هستند. سپس شرح ملاقات با علی جلالی و جلسهٔ منزل خلیل ملکی را برای دکتر خنجی بازگو و اضافه کردم: چون این امر به نظرم عادی و مسألهٔ مهمی نبود، در این چند ماه که اختلاف نظرهای شدید دربارهٔ خط مشی سیاسی حزب با خلیل ملکی داشتیم هیچگاه به نظرم نرسید که این امر ممکن است ارتباطی با مسائل مطروحه داشته باشد تا لازم شود با شما در میان گذاشته شود. وقتی دکتر خنجی از موضوع کمک مالی به حزب از طریق علی جلالی مطلع شد، تعجب زیادی کرد و برای آن اهمیت زیادی قائل شد. خنجی به صحبت خود ادامه داد و گفت اکنون همهٔ کادرهای حزبی بر این باورند که پس از آن که خلیل ملکی، خود را به فرمانداری نظامی معرفی کرده‌است، شما به توطئه ای علیه او دست زده‌اید و در مقام وارد ساختن این اتهامات برآمده اید. تنها کسانی که این اظهارات را قبول نکرده‌اند، بعضی از اعضای کمیتهٔ شمیران و سایر کسانی هستند که در این مدت به نزد شما آمده‌اند و با شما در تماس دائم بوده‌اند. اینان به نزد من آمده‌اند و از این که چنین نسبتهایی به شما داده شده اظهار تاسف کرده‌اند و گفته‌اند در تماس‌هایی که با شما داشته‌اند، هیچگاه چنین اتهاماتی را از زبان شما نشنیده‌اند. این اظهارات علامت مقاومت طبیعی اعضای حزب در برابر جریانی بود که برای تصفیهٔ حزب از افراد مخالف از طرف رهبری حزب ایجاد شده بود و بعدها نتایج تعیین‌کننده ای به بار آورد. این دومین مقاومت در داخل حزب بود.

### تجزیه و تحلیل دکتر خنجی دربارهٔ علت تسلیم خود خواستهٔ ملکی به فرمانداری نظامی
خنجی اظهار داشت که رویدادهای حزبی را درمدت اخیر مورد تجزیه و تحلیل قرار داده و متأسفانه به نتایج تاسف آوری دست یافته‌است. او گفت اکنون متوجه شده‌ام که وقتی ما را به عنوان هیئت سیاسی انتخاب کردند مقصود این نبوده که تصمیم‌گیری دربارهٔ امور سیاسی حزب را به دست ما بسپارند؛ بلکه می‌خواسته‌اند ارتباط ما را با تشکیلات قطع کنند و وقتی ما (محمدعلی خنجی و مسعود حجازی) بدون آگاهی از ماهیت تصمیم آنها و به منظور ایجاد تفاهم مجدد، این پیشنهاد را قبول کردیم، در واقع تمام ارتباطات ما با واحدهای سازمانی که در سطح وسیعی به صورت گوییندگی حوزه‌ها و مسئولیت‌های تشکیلاتی وجود داشت، یک باره از میان رفت و با مخفی شدن سازمان حزبی و ارتباطات جدید تشکیلاتی ما به‌طور کامل از تشکیلات حزب حذف شدیم و انتخاب ما به عضویت در هیئت سیاسی یک بازی مسخره بود که متصدی اجرای آن مهندس قندهاریان تعیین گردید و هر تصمیمی که ما در آنجا گرفتیم، درست عکس آن را انجام دادند و اگر در اجرای تصمیمات خود با مقاومت در داخل حزب رو به رو نمی‌شدند و موفق به انتشار اعلامیهٔ خلیل ملکی و قبولاندن آن به اکثریت فعالان حزب می‌شدند، حتی زحمت انحلال هیئت سیاسی را هم به خود نمی‌دادند و ما را به گوشه ای پرتاب می‌کردند؛ زیرا این هیئت نه رسمیتی داشت و نه کسی از وجود آن مطلع بود. ولی موقعی که در اجرای نظریات خود با مقاومت جدی در داخل حزب رو به رو شدندو ما هم از این مقاومت مطلع شدیم و در صدد اعمال تصمیماتی که در سمت هیئت سیاسی حزب اتخاذ کرده بودیم، برآمدیم، آنها (خلیل ملکی و نزدیکانش) نمی‌توانستند وضع فعلی را ادامه دهند. آنها متوجه شدند که اعتراض بهمن محصص به مرور همه جا پخش می‌شود عمومیت پیدا می‌کند و همه با التهاب و اشتیاق، انتظار اعلام موضع حزب دربارهٔ کودتای ۲۸ امرداد را دارند و بدون شک در مدت کوتاهی همهٔ اعضا و لااقل کادرهای حزبی به تمام اختلافات و مسائل حزبی آگاه می‌شوند. هم‌اکنون اکثر فعالان و تعداد زیادی از اعضا از کوتاهی حزب در ماه‌های اخیر در اجرای وظایف خود نسبت به دولت مصدق و در برابر توطئه‌های دشمنان مطلع هستند و نسبت به آن اعتراض دارند و به خصوص در مورد کوتاهی حزب در تجهیز سازمان حزبی و توده‌های مردم در جریان رفراندوم و در روز ۲۸ امرداد در حال اعتراض به سر می‌برند و بعضی نیز در روزهای اخیر دربارهٔ اطلاعیهٔ حزب که در روزنامهٔ نیروی سوم مورخه چهارشنبه ۲۸ امرداد منتشر شده «و از اعضای حزبی و مردم خواسته بود که برای برقراری نظم به خانه‌های خود بروند و از تظاهرات خودداری کنند» به شدت انتقاد کرده‌اند. (این اطلاعیه را خلیل ملکی شخصاً تنظیم کرده و برای انتشار به روزنامه داده بود) خنجی گفت همان‌طور که ما اطلاع داریم تعداد قابل توجهی از افراد نیز مطلع هستند که خلیل ملکی در مدت یک ماه منتهی به ۲۸امرداد، مقاله یا مطلبی برای چاپ به روزنامه نمی‌داد و تنظیم و انتشار این اطلاعیه در روزنامه توسط ملکی، سوالاتی را بین بعضی افراد مطرح کرده‌است.
دکتر خنجی گفت در تجزیه و تحلیل و بررسیی که این چند روز تمامی وقت او را به خود اختصاص داده به این نتیجه رسیده که آنها (خلیل ملکی و نزدیکانش) برای فرار از این بن‌بست اقدام به حذف ما دو نفر (محمدعلی خنجی و مسعود حجازی) از حزب خواهند کرد و این حذف موقعی کارساز و موفقیت‌آمیز خواهد بود که در غیاب ملکی انجام گیرد و این تنها دلیلی است که موجب گردیده تا خلیل ملکی علی‌رغم افکار عمومی و بدون آن که از نظر سیاسی هیچ نیازی آن را ایجاب کند اقدام به معرفی خود به فرمانداری نظامی کرده‌است. خنجی اضافه کرد اگر در چنین شرایطی معرفی خلیل ملکی به فرمانداری نظامی که در این روزها بین شخصیتها و سران نهضت ملی تنها مورد از نوع خود است بدون دنباله و عقبه باقی بماند، این به تنهایی یک انتحار سیاسی برای ملکی محسوب می‌شود و [حتی] بدون طرح سایر ایرادات در مورد او نیز ملکی نخواهد توانست از موج انتقاد علیه این اقدام خود سالم بیرون رود و به همین دلیل است که می‌بینیم بلافاصله به دنبال معرفی خلیل ملکی این موضوع از طریق مسئولان و شبکهٔ حزبی در حوزه‌ها مطرح شده که حجازی (در حالی که آزادانه رفت و آمد می‌کند) در مقام توطئه علیه حزب برآمده و به خلیل ملکی (که در بند است) اتهامات ناروا (ملاقات با شاه-گرفتن پول از دربار) وارد ساخته‌است. اکنون در تمام شبکهٔ حزبی موضوع اتهامات ناروایی که حجازی وارد ساخته موضوع بحث روز قرار گرفته‌است. نتیجهٔ دیگر آن که اثرات منفی معرفی به فرمانداری نظامی جای خود را به مظلومیت خلیل ملکی در برابر اتهامات ناروا داده‌است.
خنجی می‌گفت تاکتیک دیگری که این آقایان اتخاذ کرده‌اند جدا کردن ما دو نفر (محمدعلی خنجی و مسعود حجازی) در اجرای این برنامه است. اگر ما دو نفر را با هم هدف قرار بدهند احتمال موفقیت کمتر است؛ ولی چون شما را در مقایسه در موقعیت ضعیفتری تشخیص داده‌اند و شما شخصاً از ملاقات خلیل ملکی با شاه و کمک مالی به حزب اطلاع دارید و ممکن است از این اطلاعات خود، روزی علیه آنها استفاده کنید، در مرحلهٔ اول علیه شما اقدام خواهند کرد و پس از مدتی حذف من برای آنها به مراتب آسان‌تر خواهد بود.

### تشکیل جلسهٔ فعالان برای اخراج مسعود حجازی از حزب
چند روز بعد دکتر خنجی یادداشتی در منزل ما گذاشته بود که به محض رسیدن نزد او بروم. ظهر با عجله پیش او رفتم. گفت آنچه حدس می‌زدیم در حال تحقق است. آنها (خلیل ملکی و نزدیکانش) آش پر جوشی برای شما پخته‌اند و ادامه داد: «امروز صبح قندهاریان بدون خبر قبلی به دیدار من آمده‌است و پس از شرح مفصلی علیه شما اظهار داشت که دیگر وجود حجازی با اتهاماتی که به خلیل ملکی وارد آورده‌است برای حزب قابل قبول نمی‌باشد و ضمن تعریف و تمجید بسیار از سوابق مبارزاتی و عقاید و افکار من، گفت ما تصمیم گرفته‌ایم حجازی را از حزب اخراج کنیم و تا زمانی که خلیل ملکی در زندان است به منظور تمرکز کارها و پیشرفت آن، رهبری حزب را در اختیار شما قرار دهیم. خنجی گفت در برابر اظهارات مهندس قندهاریان مخالفت و مقابله نکردم تا او همهٔ حرفهایش را بگوید و در برابر پیشنهاد او سکوت کردم. وقتی قندهاریان مواجه با مخالفت نشد و سکوت مرا دید، فکر کرد موافقت مرا به دست آورده‌است و خوشحال و راضی بیرون رفت. قندهاریان در موقع خروج گفت که وقت و محل جلسه را بعداً اطلاع خواهد داد.»
دو روز بعد دکتر خنجی اطلاع داد که وقت جلسه را خبر داده‌اند و محل جلسه را که باغچهٔ متعلق به مهندس زندی در کرج می‌باشد تعیین کرده‌اند. بعد از ظهر همان روز وقت و محل جلسه را از طریق دیگر نیز به من (مسعود حجازی) اطلاع دادند و مرا برای شرکت در جلسهٔ فعالان حزبی دعوت کردند؛ بدون آن که علت تشکیل جلسه را اعلام یا دستور جلسه را معین کنند.
در روز مقرر به اتفاق دکتر خنجی به کرج رفتیم. نزدیک ظهر آنجا رسیدیم. حدود شصت نفر از اعضای فعال حزب که بیشتر از دانشجویان بودند به مرور در آنجا اجتماع کردند. از هیئت اجرائیه علاوه بر خلیل ملکی، جلال آل احمد و علی اصغر حاج سید جوادی نیز در جلسه حضور نداشتند. قندهاریان جلسه را افتتاح کرد و به‌طور خیلی خلاصه اظهار داشت: «پس از زندانی شدن آقای خلیل ملکی، شایعاتی در حزب رواج یافت و پس از رسیدگی معلوم شد آقای حجازی مطالبی علیه آقای ملکی مطرح کرده‌اند و چون ایشان در زندان هستند و رسیدگی به این مسائل با توجه به شرایط موجود، عملی نمی‌باشد، تصمیم گرفته شده‌است فعلاً و به‌طور موقت آقای حجازی از مسئولیتهای حزبی کنار گذاشته شود تا پس از آزادی آقای ملکی از زندان در شرایط مناسب تری به این مسئله رسیدگی شود. پس از پایان سخنان قندهاریان، دکتر خنجی اجازهٔ صحبت خواست و بلافاصله گفت من با این پیشنهاد به‌طور کامل موافق هستم منتها با یک شرط و آن شرط این است که نام مرا هم به نام حجازی اضافه کنید و هر دو را یک جا مشمول این تصمیم قرار دهید؛ زیرا بدون حضور ما دو نفر، هیئت اجرائیه بهتر می‌تواند کار کند و به هدفهایی که می‌خواهند برسند. با این سخنان ناگهانی دکتر خنجی که موجب تعجب همه گردید. همهمه در حاضران ایجاد شد و از او خواستند راجع به اظهارات خود توضیح دهد. خنجی با اشارهٔ دست همه را دعوت به سکوت کرد و ادامه داد و گفت این تصمیم ناشی از جریانات و رویدادهایی است که در مدت بیش از سه ماه همهٔ امور حزب را تحت تأثیر قرار داده‌است. به جای آن که با استمداد از حافظه ام به نقل یک به یک حوادث بپردازم، از روی یاداشتهایی که در زمان رویدادها تهیه کرده‌ام آنچه را که اتفاق افتاده قرائت می‌کنم. دکتر خنجی سپس به آرامی در حالی که تمام نفسها در سینه حبس شده بود و در میان سکوت مطلق، شروع به قرائت یادداشتها کرد. قرائت یادداشتها نزدیک به چهار ساعت طول کشید.
مطالب یادداشتها به‌طور کامل و روشن و واضح، حاضران را در جریان بحثها و گفتگوها و برخوردها در هیئت رهبری راجع به خط مشی حزب و نهضت ملی و سایر مسائل قرار داد. سکوت و آرامش حاکم بر جلسه تا قرائت یادداشتها دربارهٔ تشکیل هیئت سیاسی بعد از کودتای ۲۸ امرداد ادامه داشت؛ ولی پس از آن که دکتر خنجی تشکیل اولین جلسهٔ هیئت سیاسی و یادداشتهای مربوط به اعلامیهٔ حزب به خط خلیل ملکی و بعضی مفاد اعلامیه را قرائت کرد و دربارهٔ نکات اعلامیه از جمله آن که عبارت (کودتای ۲۸ امرداد) را بدون کودتا ذکر کرده و این که خلیل ملکی اعلام کرده که یک حزب سوسیالیست نمی‌تواند حتی دنباله روی ملی‌ترین دولتها باشد و برنامهٔ سازندگی برای کشور بعد از کودتا را توضیح داد، ناگهان حسین ملک با صدای بلند و همراه او امیرقلی و مهندس قندهاریان فریاد کشیدند: دروغ است! دروغ است!
دکتر خنجی با این داد و فریاد، خونسردی خود را از دست نداد. او لحظاتی مکث کرد تا فریاد دروغ است! دروغ است! رساتر شود و در ذهن همه جای گیرد. سپس ناگهان از جای برخاست و گفت: «اصل این اعلامیه به خط خلیل ملکی همین‌جا و نزد من است.» بلافاصله اوراق اعلامیه را از جیب بیرون آورد و به حاضران نشان داد. عده ای از حاضران که در جلو و نزدیک خنجی نشسته بودند، با صدای بلند گفتند: ما خط خلیل ملکی را می‌شناسیم و یک به یک آن را ملاحظه کردند و همگی تصدیق کردند که خط خلیل ملکی است.
همهمه و هیاهو همه جا را فرا گرفت. همه از جای برخاستند و با صدای بلند به سخن پرداختند. عده ای به سختی به قندهاریان، مهندس حسین ملک و امیرقلی حمله کردند و گفتگوهای تندی رد و بدل می‌شد. هوا رو به تاریکی می‌رفت و به علت نبودن چراغ و سایر وسایل، ادامهٔ جلسه به آسانی میسر نبود.
قندهاریان، حسین ملک و امیرقلی جزو اولین کسانی بودند که باغچهٔ مهندس زندی را ترک کردند و خود را از ادامهٔ حادثه بیرون بردند و امکان ادامهٔ جلسه را غیرممکن ساختند.
جلسهٔ باغ مهندس زندی که با دقت بسیار و پیش‌بینی‌های لازم در غیاب خلیل ملکی و برای محاکمه و اخراج مسعود حجازی تشکیل شده بود و به نظر می‌رسید که از طرف ابوالقاسم قندهاریان، حسین ملک و دکتر امیرقلی نزدیک‌ترین افراد به خلیل ملکی طرح‌ریزی و تنظیم و دعوت شده‌است، در واقع تیری بود که به طرف حزب زحمتکشان ملت ایران (نیروی سوم) شلیک شد و با توجه به زمینه‌های موجود آن را ظرف مدت کوتاهی از داخل متلاشی کرد.

### تشکیل حزب سوسیالیست
با این ترتیب اساس سازمان و تشکیلات حزب نیروی سوم به کلی در هم ریخت. دکتر خنجی می‌گفت با این وضعی که پیش آمده دیگر آمادگی فعالیت سیاسی و اجتماعی آن هم در یک سازمان حزبی را ندارد. با این همه تعداد عمده ای از کادرهای اصلی حزب شامل مسئولان و اعضای کمیته‌ها و مسئولان حوزه‌ها و بعضی از گویندگان حوزه‌ها بر یأس ناشی از اختناق و شدت عمل فرمانداری نظامی پس از کودتا و نیز بی تصمیمی و بی تحرکی رهبری حزب غلبه کرده و نه تنها آمادهٔ عالیت و اقدام بودند؛ بلکه می‌خواستند با فعالیتهای بیشتر و مضاعف این نابسامانیها را جبران کنند. اینان به‌طور دائم با ما (محمدعلی خنجی و مسعود حجازی) تماس داشتند و ما را در جلسات مختلف دعوت می‌کردند. آنها با عقاید و نظریات ما موافق بودند و با حرارت و شدت ما را تأیید می‌نمودند. دکتر خنجی پس از هجوم مأموران فرمانداری نظامی به منزلش دیگر به خانهٔ خود نرفت. همواره چند نفر آمادهٔ پذیرایی از او در منزلهای خویش بودند. کادرهای حزبی به سازماندهی جدید بر مبنای سازمان قبلی حزب پرداختند و هزینه‌های ارتباطات و تهیهٔ دستگاه‌های پلی کپی و انتشار اعلامیه‌ها و جزوات را تأمین کردند. آنان پرداخت حق عضویت مرتب و دریافت وجوه کمک را از افراد علاقمند دیگر امکان‌پذیر ساختند
ما (محمدعلی خنجی و مسعود حجازی) در مواجهه با چنین مجموعه ای که به مرور ظرف چند ماه در اطراف ما تشکل یافت قادر نبودیم یأس و بدبینی خود را اظهار کنیم یا تصمیم خود را بر ترک فعالیت‌های سیاسی و دسته جمعی آشکار سازیم. در واقع آنها ما را به دنبال خود برند و ما مجدداً و از نو در خط فعالیت سیاسی و تشکیلاتی قرار گرفتیم.
با جدا شدن این اعضا و فعالان از نیروی سوم مجموعه انشعابیون به رهبری خنجی اقدام به ایجاد حزب سوسیالیست کرده و فعالیت سیاسی خود را در جهت مقابله با کودتای ۲۸ مرداد ۱۳۳۲ در نهضت مقاومت ملی ادامه دادند. در همان دوران تلاشی به رهبری آیت الله زنجانی از رهبران نهضت مقاومت ملی برای رفع اختلافات پیش آمده بین گروه ملکی و خنجی صورت می‌گیرد که در نهایت به جایی نرسیده و حزب خنجی در نهضت مقاومت ملی پذیرفته می‌شود. برخی از اعضای حزب نیروی سوم که در کنار محمدعلی خنجی، مسعود حجازی در حزب سوسیالیست حضور یافتند، می‌توان از غلامرضا تختی، یوسف جلالی، حسن خرمشاهی، ترابعلی براتعلی، ایرج وامقی، عبدالله خنجی، حسین سکاکی، مهدی غضنفری، احمد سپهری و عباس سنگانی نام برد.
در سال ۱۳۳۹ رهبران حزب سوسیالیست در تأسیس جبهه ملی ایران (دوم) شرکت داشتند و در برابر، این گروه ملکی موسوم به «جامعهٔ سوسیالیستها» بود که اجازهٔ عضویت در جبههٔ ملی را نیافت. و دکتر خنجی به عنوان دبیرکل این حزب و چندی بعد غلامرضا تختی به عنوان قائم مقام او انتخاب شد.

### انحلال حزب و ادغام در سازمان‌های جبهه ملی ایران
اعضای شورای مرکزی حزب سوسیالیست در جلسه ای در منزل غلامرضا تختی به این نظر رسیدند که برای تقویت سازمانهای جبهه ملی نیاز است که این حزب را با توجه به ضرورت‌های تاریخی و برای تأمین وحدت سازمانی در جبهه ملی ادغام کنند. بدین ترتیب، دکتر محمدعلی خنجی از طرف حزب سوسیالیست در تاریخ پنج شنبه ۲۴/۱/۱۳۴۰ طی نامه‌ای به اللهیار صالح رهبر وقت جبهه ملی ایران، این سازمان سیاسی را «به صورت یکجانبه و بدون قید و شرط» به نفع تشکیلات جبهه ملی، منحل اعلام کرد.